# Pałac w Glince
Pałac w Glince – pałac z XVIII w. we wsi Glinka (województwo dolnośląskie), w powiecie górowskim, wpisany do rejestru zabytków nieruchomych województwa dolnośląskiego.

## Historia
Późnobarokowy, zabytkowy pałac wzniesiono w drugiej połowie XVIII w. dla rodu Zobeltitz. Pierwotnie zwarta bryła na planie prostokąta z dachem mansardowym została rozbudowana o dodatkowe skrzydła. Herby rodziny von Zobeltitz znajdują się na zwieńczeniach filarów stalowej bramy wjazdowej do pałacu. Zespół pałacowy i przyległy grunt rolny, o łącznej powierzchni prawie 9,5 ha sprzedaje obecnie (2016) Agencja Nieruchomości Rolnych. Obiekt jest częścią zespołu pałacowego, w skład którego wchodzą jeszcze: relikt parku z XVIII-XX w., brama z drugiej połowy XVIII w.; dwie oficyny z drugiej połowy XVIII w., przebudowane w początkach XX w.

## Właściciele
Dobra były własnością br. von Stoscha; jego córka Helene (zm. 1808) wyszła za mąż za Gottloba br. von Steina (1772-1844). Ich córka Maria von Stein-Kochberg (zm.1876) pani na Glince od 1840 poślubiła Carla von Zobeltitza (1792-1878). Przed 1872 majątek przejął ich syn Otto von Zobeltitz (1825-1882), który w 1874 poślubił Elisabeth von Sommerfeld (1845-1917). Para miała trzech synów: Walthera (ur. 1877), Otto (ur. 1879), Fritza (ur. 1880). Po śmierci Otto von Zobeltitza (starszego) w 1889 wdowa wyszła za mąż za Fedora von Zobeltitza (1819-1896).  W latach 1898-1902-1912 właścicielem był Walther von Zobeltitz, ożeniony z Erną von Lekow (1892-1926), właścicielką do 1926. Erna w 1925 wyszła za Ernsta von Heydebrand und der Lasa (1884-1963). W latach 1926-1937  dziedzicem był Friedrich von Zobeltitz.

## Galeria

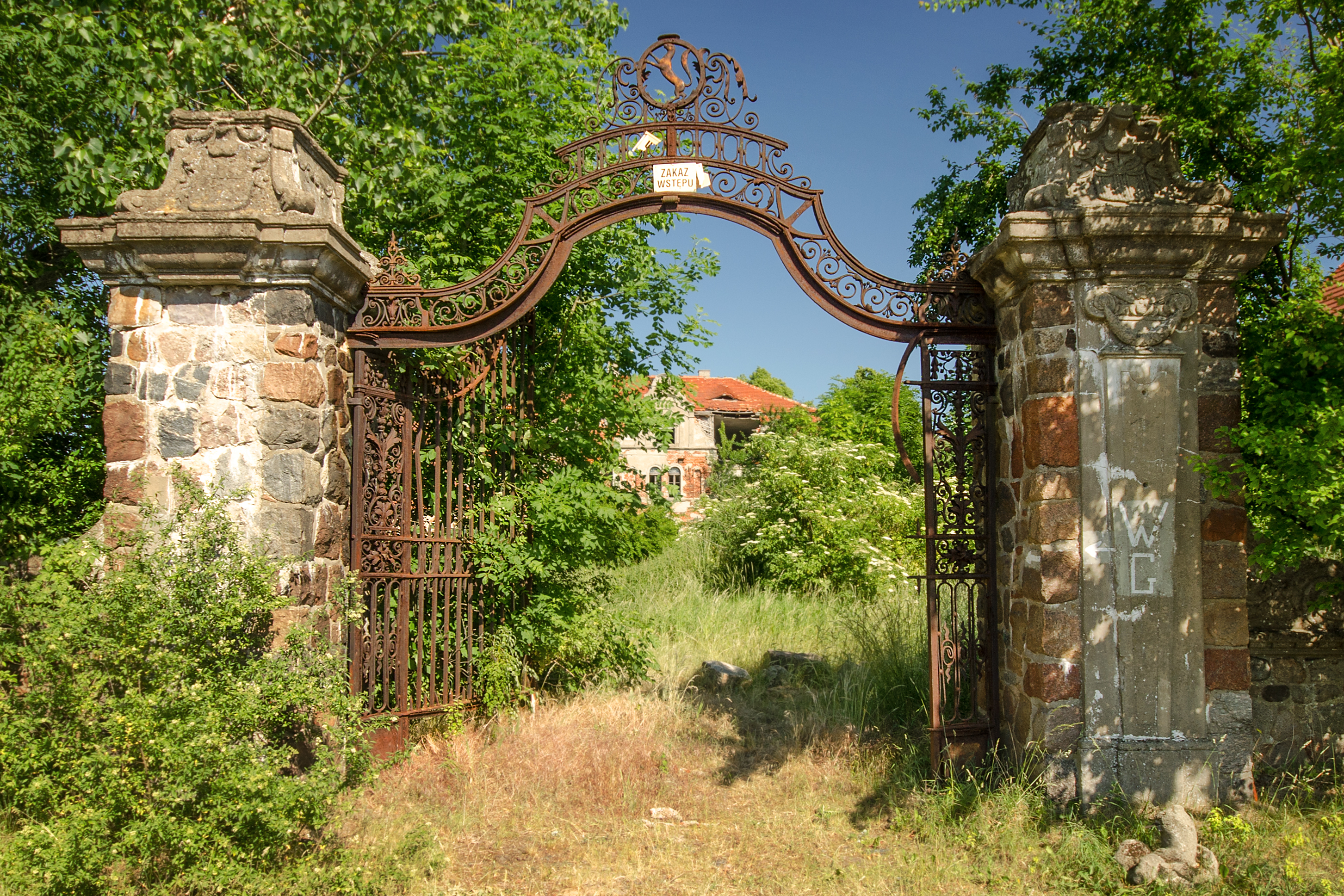
Brama wjazdowa do pałacu
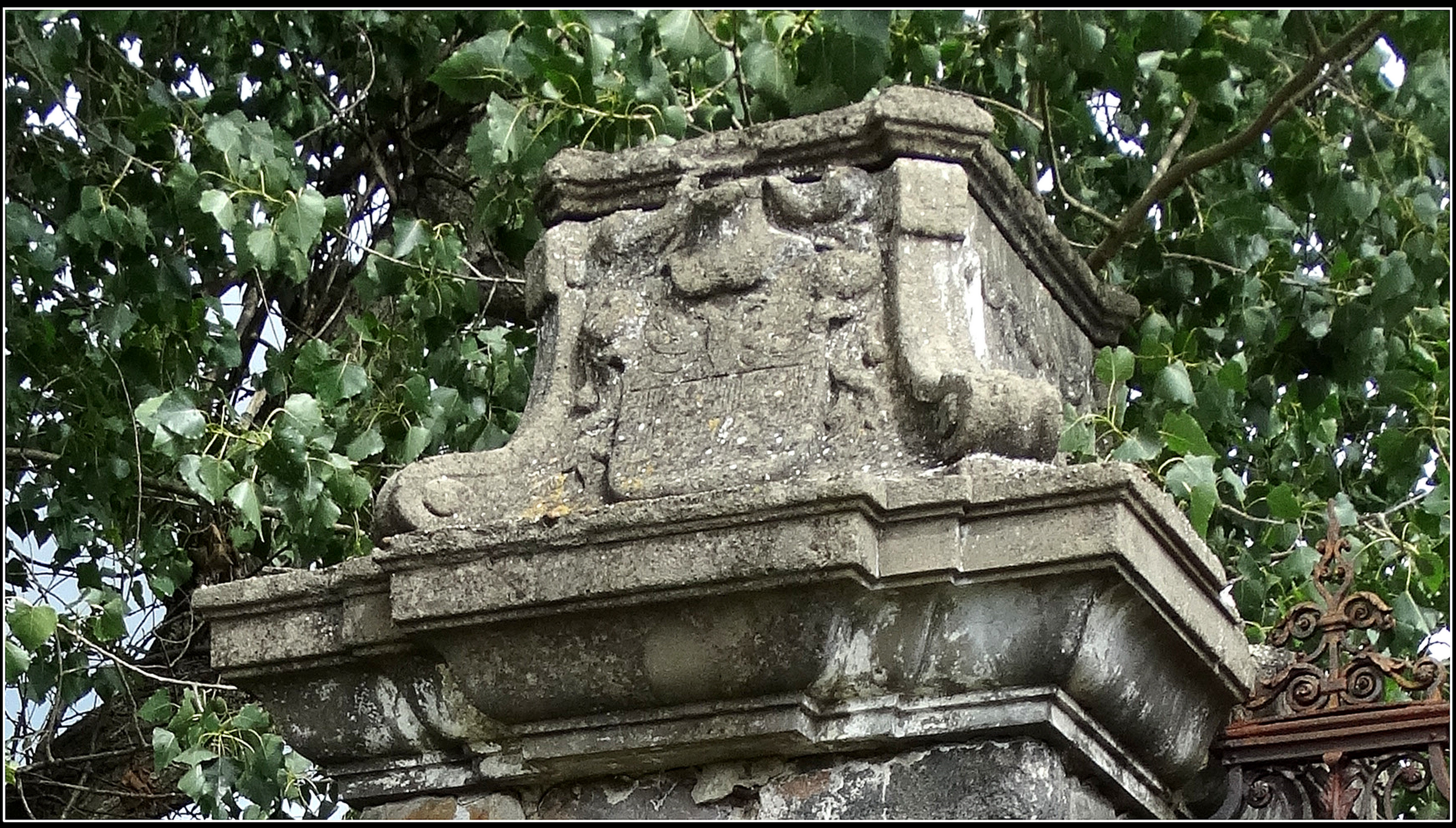
Herb von Zobeltitz na lewym filarze bramy
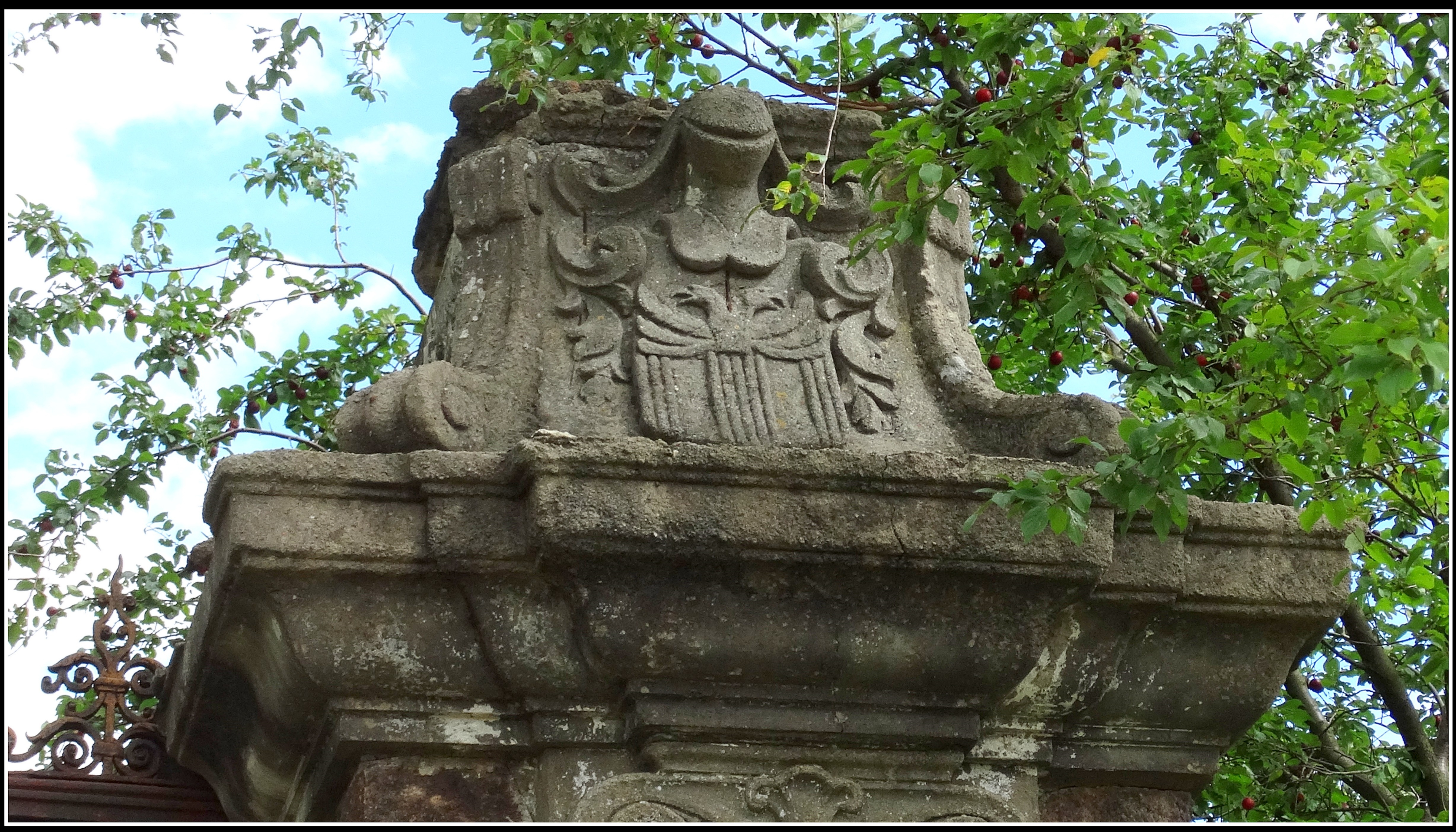
Herb von Zobeltitz na prawym filarze bramy
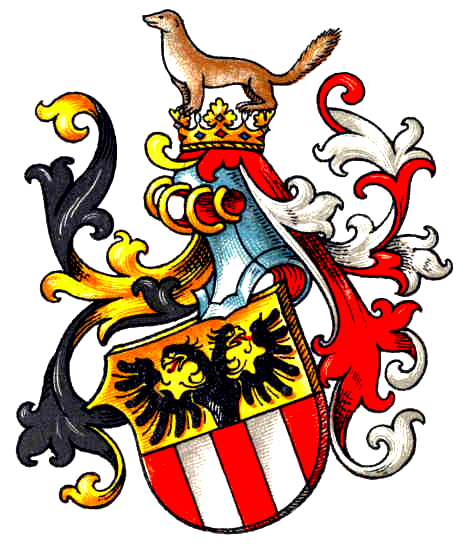
Herb rodziny von Zobeltitz